# Lomatium erythrocarpum
Lomatium erythrocarpum är en flockblommig växtart som beskrevs av Meinke och Lincoln Constance. Lomatium erythrocarpum ingår i släktet Lomatium och familjen flockblommiga växter. Inga underarter finns listade i Catalogue of Life.